# Eugeniusz Łazowski
Eugeniusz Sławomir Łazowski (ur. 1913 w Częstochowie, zm. 16 grudnia 2006 w Eugene) – polski lekarz, profesor pediatrii.

## Życiorys
Eugeniusz Łazowski urodził się w 1913 roku w Częstochowie, po odzyskaniu niepodległości wyjechał z rodzicami do Warszawy. Po ukończeniu warszawskiego liceum wstąpił do Szkoły Podchorążych Sanitarnych i jako jej uczeń studiował na Uniwersytecie Józefa Piłsudskiego medycynę. Wybuch II wojny światowej zastał go w trakcie zdawania egzaminów końcowych. Został zmobilizowany i wysłany do szpitala w Brześciu nad Bugiem, następnie ewakuował się z transportem sanitarnym na południe kraju. Aresztowany przez Sowietów, uciekł z transportu na Syberię, następnie aresztowany przez Niemców. Po ucieczce z niemieckiego obozu jenieckiego wrócił do Warszawy.
W listopadzie 1939 roku wziął ślub i wyjechał do Stalowej Woli, rodzinnej miejscowości żony, gdzie zaczął pracę w PCK w Rozwadowie. Wkrótce potem skontaktował się z oddziałem ZWZ por. Franciszka Przysiężniaka. Zaopatrywał oddział w leki i środki opatrunkowe i udzielał pomocy medycznej żołnierzom.

### Działalność podczas II wojny światowej
Na początku wojny jego znajomy, dr Stanisław Matulewicz, odkrył, że krew osób zakażonych niegroźną bakterią Proteus OX19 daje podczas testów wyniki identyczne jak przy zakażeniu tyfusem plamistym. Obaj lekarze zaczęli szczepić swoich pacjentów niegroźną bakterią i wysyłać próbki krwi do niemieckich laboratoriów. W efekcie Niemcy ogłosili okolice Stalowej Woli terenem objętym zarazą, a niemieccy obywatele w pośpiechu ewakuowali się z rzekomo zagrożonego epidemią obszaru. Dzięki temu zabiegowi ustały wywózki ludności na roboty i do obozów koncentracyjnych. Aby uniknąć dekonspiracji, Łazowski i Matulewicz ukryli fakt całkowitej nieszkodliwości bakterii OX19 także przed pacjentami. Niemcy nabrali jednak z czasem podejrzeń wobec polskich lekarzy, ponieważ śmiertelność na obszarze objętym rzekomo epidemią nie wzrosła. Łazowski fałszował dane w raportach, zawyżając ilość zużytych leków zwalczających tyfus. Pod koniec 1943 roku do Rozwadowa przybyła komisja kontrolna złożona z niemieckiego lekarza i jego dwóch praktykantów, która miała rozstrzygnąć o prawdziwości epidemii. Mieszkańcom udało się upić lekarza, a jego praktykantów zaprowadzono do osób faktycznie chorujących na tę chorobę. Ostatecznie zakończyło to niemieckie kontrole.
W 1944 roku Łazowski uciekł przed próbującym go aresztować gestapo, gdy Niemcy uznali, że nie jest im już potrzebny do zwalczania epidemii tyfusu. Powodem była jego działalność w AK.

### Emigracja
W 1945 roku wrócił z rodziną do Warszawy i podjął pracę w Klinice Akademii Medycznej oraz Instytucie Matki i Dziecka. W 1958 roku wyjechał z rodziną do USA jako stypendysta Fundacji Rockefellera. W USA został profesorem pediatrii w Uniwersytecie Stanowym w Illinois. W latach 80. przeszedł na emeryturę i zamieszkał w Oregonie.
Autor ponad stu prac naukowych w języku polskim i angielskim oraz wspomnień Prywatna wojna. Wspomnienia lekarza-żołnierza 1933–1944, na podstawie których nakręcono film dokumentalny A Private War.
"W poszukiwaniu polskiego Schindlera", to kolejny film dokumentalny, produkcji polsko-francuskiej, nakręcony w roku 2019. Jego autorką jest, Barbara Necek.
Zmarł 16 grudnia 2006 roku w Eugene.

## Odznaczenia
W 2005 odznaczony Krzyżem Oficerskim Orderu Odrodzenia Polski.
Pośmiertnie odznaczony nagrodą literacką „Gałązka sosny”, która jest coroczną nagrodą dla osób traktujących o Stalowej Woli i autorów związanych ze Stalową Wolą, których dzieła stanowią znaczący wkład dla kultury i nauki polskiej i obcej.
Planetoida o numerze 34838 i oznaczeniu 2001 SK262, odkryta przez W.K.Y. Yeunga we wrześniu 2001 roku, nosi nazwę Lazowski.